# Distretto di Batken
Il distretto di Batken (in kirghiso Баткен району?, Batken rayonu) è un distretto (raion) del Kirghizistan con  capoluogo Batken.